# Deutsche Fechtmeisterschaften 1986
Bei den Deutschen Fechtmeisterschaften 1986 wurden Einzel- und Mannschaftswettbewerbe in den Disziplinen Herrendegen, Herrensäbel und Herrenflorett ausgetragen. Bei den Damen wurde nur Florett gefochten. Die Meisterschaften wurden vom Deutschen Fechter-Bund organisiert.

## Herren

### Florett (Einzel)
| Platz | Sportler         | Verein                |
| ----- | ---------------- | --------------------- |
| 1     | Mathias Gey      | FC Tauberbischofsheim |
| 2     | Thorsten Weidner | FC Tauberbischofsheim |
| 3     | Ulrich Schreck   | OFC Bonn              |

### Florett (Mannschaft)
| Platz | Verein                  | Sportler                                                                 |
| ----- | ----------------------- | ------------------------------------------------------------------------ |
| 1     | FC Tauberbischofsheim   | Thorsten Weidner Michael Gerull Ulrich Schreck Matthias Behr Mathias Gey |
| 2     | OFC Bonn                |                                                                          |
| 3     | Königsbacher SC Koblenz |                                                                          |

### Degen (Einzel)
| Platz | Sportler        | Verein                |
| ----- | --------------- | --------------------- |
| 1     | Alexander Pusch | FC Tauberbischofsheim |
| 2     | Stefan Hörger   | FC Tauberbischofsheim |
| 3     | Arnd Schmitt    | FC Tauberbischofsheim |

### Degen (Mannschaft)
| Platz | Verein                  | Sportler                                                             |
| ----- | ----------------------- | -------------------------------------------------------------------- |
| 1     | FC Tauberbischofsheim   | Alexander Pusch Volker Fischer Arnd Schmitt Thomas Gerull Franz Hoch |
| 2     | Heidenheimer SB         |                                                                      |
| 3     | TSV Bayer 04 Leverkusen |                                                                      |

### Säbel (Einzel)
| Platz | Sportler          | Verein                |
| ----- | ----------------- | --------------------- |
| 1     | Jürgen Nolte      | VfL Sankt Augustin    |
| 2     | Stephan Thönneßen | TSV Bayer Dormagen    |
| 3     | Dieter Schneider  | FC Tauberbischofsheim |

### Säbel (Mannschaft)
| Platz | Verein                | Sportler                                                                 |
| ----- | --------------------- | ------------------------------------------------------------------------ |
| 1     | FC Tauberbischofsheim | Dieter Schneider Bernd Lang Jacek Huchwajda Jochen Knies Michael Schramm |
| 2     | OFC Bonn              |                                                                          |
| 3     | TSV Bayer Dormagen    |                                                                          |

## Damen

### Florett (Einzel)
| Platz | Sportler      | Verein                |
| ----- | ------------- | --------------------- |
| 1     | Anja Fichtel  | FC Tauberbischofsheim |
| 2     | Sabine Bau    | FC Tauberbischofsheim |
| 3     | Carmen Engert | FC Tauberbischofsheim |

### Florett (Mannschaft)
| Platz | Verein                | Sportler                                                               |
| ----- | --------------------- | ---------------------------------------------------------------------- |
| 1     | FC Tauberbischofsheim | Zita Funkenhauser Sabine Bau Sabine Bischoff Anja Fichtel Susanne Lang |
| 2     | OFC Bonn              |                                                                        |
| 3     | Fechtclub Offenbach   |                                                                        |